# A magyar dráma napja
A magyar dráma napja a magyarországi és határon kívüli magyar drámairodalom ünnepe.
1883. szeptember 21-én tartották Madách Imre Az ember tragédiája című drámai költeményének ősbemutatóját a Nemzeti Színházban Paulay Ede rendezésében. 1984-ben kezdeményezte a Magyar Írók Szövetsége, hogy ennek évfordulóján legyen a magyar dráma napja.
Az emléknap célja a magyar színházművészet értékeinek jobb megismertetése, és az írók ösztönzése újabb alkotások létrehozására. Ezen a napon a magyar színházak külön programokat, rendezvényeket, előadásokat szerveznek, hogy ezekkel népszerűsítsék a magyar drámát.
Ezen a napon adják át a Szép Ernő-jutalmat, valamint a Színházi Dramaturgok Céhe által alapított Az évad legjobb magyar drámája díjat az előző évad kiemelkedő műveiért.
2015-ben Nádas Péter vette át a Szép Ernő-díjat drámaírói életművéért. A Szép Ernő-különdíjat Csukás István a fiatal nemzedékek színpadi mítoszainak megteremtéséért és Schilling Árpád experimentális, égető társadalmi kérdéseket felvető színpadi munkáiért kapta.